# Банкноты австралийского доллара
Банкноты австрали́йского до́ллара — банкноты австралийского доллара, которые были введены в обращение в 1966 году взамен банкнот австралийского фунта. Со второй половины 1980-х годов они изготавливаются не из бумаги, а из тонкого пластика. 

## Регулярный выпуск
| Серия 1966 - 1994 года                   | Серия 1966 - 1994 года | Серия 1966 - 1994 года | Серия 1966 - 1994 года | Серия 1966 - 1994 года | Серия 1966 - 1994 года | Серия 1966 - 1994 года                   | Серия 1966 - 1994 года | Серия 1966 - 1994 года |
| Изображение                              | Изображение            | Номинал                | Размеры (мм)           | Описание | Описание | Описание                                 | Дата/Год               | Дата/Год               |
| Аверс                                    | Реверс                 | Номинал                | Размеры (мм)           | Аверс | Реверс | Окно прозрачности                        | ввода в обращение      | вывода из обращения    |
| ---------------------------------------- | ---------------------- | ---------------------- | ---------------------- | --- | --- | ---------------------------------------- | ---------------------- | ---------------------- |
|                                          |                        | $1                     | 140×70                 | Елизавета II | Рисунок в стиле аборигенов Австралии художника Дэвида Маланги | -                                        | 1966                   | 1984                   |
|                                          |                        | $2                     | 145×72.5               | Пионер шерстяной промышленности в Австралии Джон Макартур и овца мериноса | Австралийский агроном Вильям Фаррер и ростки пшеницы | Водяной знак с изображением Джэймса Кука | 1966                   | 1988                   |
|                                          |                        | $5                     | 150×75                 | Сэр Джо́зеф Бэнкс | Кэролайн Чисхолм |                                          | 1967                   | 1992                   |
|                                          |                        | $10                    | 155×77.5               | Австралийский архитектор английского происхождения Фрэнсис Ховард Гринвей | Австралийский писатель Генри Лоусон | -                                        | 1966                   | 1992                   |
|                                          |                        | $20                    | 160×80                 | Австралийский летчик Сэр Чарльз Эдвард Кингсфорд-Смит | Австралийский инженер, изобретатель и пионер авиации Лоуренс Харгрейв | -                                        | 1966                   | 1994                   |
|                                          |                        |                        |                        | | |                                          |                        |                        |
| Серия 1992 - 2020 года                   |                        |                        |                        | | |                                          |                        |                        |
| Изображение                              | Изображение            | Номинал                | Размеры (мм)           | Описание | Описание | Описание                                 | Дата/Год               | Дата/Год               |
| Аверс                                    | Реверс                 | Номинал                | Размеры (мм)           | Аверс | Реверс | Окно прозрачности                        | ввода в обращение      | вывода из обращения    |
|                                          |                        | $5                     | 130×65                 | Елизавета II | Современное и старое здание австралийского парламента | Цветок эвкалипта                         | 7 июля 1992            | 1995                   |
|                                          |                        | $5                     | 130×65                 | В центре — портрет Елизаветы II; слева — ветка эвкалипта (вид лат. Eucalyptus haemastoma); справа — виньетка с изображением цветка эвкалипта. | В центре — изображения современного здания австралийского парламента и старого здания; слева — ландшафтный проект нового парламентского здания; справа — геометрические фигуры, отражающие архитектурные черты нового здания парламента.                                                                     | Цветок эвкалипта                         | 24 апреля 1995         | 2016                   |
|                                          |                        | $10                    | 137×65                 | В центре — портрет Банджо Патерсона, отрывок из поэмы Патерсона «Парень со Снежной реки» (микропечать); слева — лошадь с наездником (проводится параллель с поэмой Патерсона «Парень со Снежной реки»), виньетка с ветряной мельницей; справа — бегущие необъезженные лошади, надпись «Waltzing Matilda» (австралийская народная песня, называемая «неофициальным гимном Австралии» и слова к которой написаны Патерсоном). | В центре — портрет Мэри Гилмор, слева от него — портрет постаревшей Гилмор, написанный Уильямом Добеллом, отрывки из поэмы «Никогда врагу не собирать наш урожай» (микропечать); слева — изображение волов, перевозящих шерсть, а также сельской женщины и сельской местности; справа — подпись Мэри Гилмор. | Ветряная мельница                        | 1 ноября 1993          | 2017                   |
|                                          |                        | $20                    | 144×65                 | В центре — портрет Мэри Рейби; слева — шхуна «Mercury», принадлежавшая Рейби, виньетка с изображением компаса; справа — дом на Джордж-стрит в Сиднее, принадлежавший Рейби, её подпись. | В центре — портрет Джона Флинна; слева — санитарный самолёт «Victory», на котором летал Флинн, педальный генератор, медицинская диаграмма «Где болит?»; справа — верблюд и наездник (верблюды использовались Флинном во время своей миссии в центральной Австралии).                                         | Компас и 20                              | 31 октября 1994        | 2019                   |
|                                          |                        | $50                    | 151×65                 | В центре — портрет Дэвида Юнайпона, схема прибора для стрижки овец, запатентованного Юнайпоном, введение, написанное рукой Юнайпона, к своему рассказу «Легендарные истории австралийских аборигенов»; слева — миссионерская церковь и семейная пара австралийских аборигенов; справа — виньетка с изображением созвездия Южного Креста.                                                                                    | В центре — портрет Эдит Коуэн, изображение матери и приёмных детей; слева — здание парламента Западной Австралии (Коуэн была депутатом этого парламента); справа — изображение Коуэн за кафедрой, читающей свою речь, посвящённую правам женщин и благополучию детей.                                        | Южный Крест и 50                         | 4 октября 1995         | 2018                   |
|                                          |                        | $100                   | 158×65                 | В центре — портрет Нелли Мелба; слева — изображение убранства театра, в котором играла Мелба во время своей концертной программы 1902 года, изображение актрисы на сцене, подпись Мелбы; справа — виньетка с изображением лирохвоста. | В центре — портрет Джона Монаша, его подпись; слева — изображение нагрудного знака Восходящего Солнца, Джона и осла (изображение на основе памятника в Мельбурне), кавалерия; справа — солдаты и пушка | Лирохвост и 100                          | 15 мая 1996            | 2020                   |
|                                          |                        |                        |                        | | |                                          |                        |                        |
| Современные банкноты (серия с 2016 года) |                        |                        |                        | | |                                          |                        |                        |
| Изображение                              | Изображение            | Номинал                | Размеры (мм)           | Описание | Описание | Описание                                 | Дата/Год               | Дата/Год               |
| Аверс                                    | Реверс                 | Номинал                | Размеры (мм)           | Аверс | Реверс | Окно прозрачности                        | ввода в обращение      | вывода из обращения    |
|                                          |                        | $5                     | 130×65                 | Елизавета II, Восточный шилоклювый медосос, цветки акации мутовчатой | Здание Парламента в Канберре | Звезда Содружества                       | 1 сентября 2016        | -                      |
|                                          |                        |                        |                        | | |                                          |                        |                        |

## Памятные банкноты
| Изображение | Изображение | Номинал | Размеры (мм) | Тематика | Описание | Описание            | Описание          | Дата выпуска в обращение |
| Аверс       | Реверс      | Номинал | Размеры (мм) | Тематика | Аверс | Реверс              | Окно прозрачности | Дата выпуска в обращение |
| ----------- | ----------- | ------- | ------------ | --- | --- | ------------------- | ----------------- | ------------------------ |
|             |             | $5      | 130×65       | В центре — портрет Сэра Генри Паркса; слева — изображение школы искусств в Тентерфилде, где Генри Паркс произнёс свою речь о необходимости создания национального парламента и федеративной Австралии; отрывок из этой речи, его подпись, а также изображения государственных эмблем; справа — сцена с картины австралийского художника Тома Робертса «Открытие первого парламента Австралийского Союза», изображение Павильона Федерации, расположенного в одном из парков Сиднея, а также Королевского выставочного центра в Мельбурне. | В центре — портрет Кэтрин Хелен Спенс, подпись Спенс, микропечать со словами австралийского гимна; слева — здание государственного детского департамента, Южный Крест; справа — уменьшенные портреты пяти исторических лиц, боровшихся за создание федерации, изображение солнечных лучей, ветка акации. | Окно в форме листка | 1 января 2001     |                          |
|             |             |         |              | | |                     |                   |                          |